# Torre Nenadović
La Torre Nenadović (en serbio: Кула Ненадовића) es el nombre que recibe una estructura que originalmente fue una armería construida por Jakov Nenadović y su hijo Jevrem en la primavera de 1813, junto a la carretera de Šabac, en el borde de la colina Kličevac en el actual país europeo de Serbia. El material de construcción fue piedra traído desde una torre de más edad llamada Vitkovic. Más tarde, las autoridades del Imperio Turco Otomano la convirtieron en una prisión. 